# Norbert Weidner
Norbert Weidner (* 13. September 1972) war von 2008 bis 2012 Schriftleiter der Burschenschaftlichen Blätter und als solcher Mitglied des Verbandsrates der Deutschen Burschenschaft.
Anfang der 1990er Jahre gehörte Weidner als Funktionär mehreren neonazistischen Organisationen an, so der Wiking-Jugend und der Freiheitlichen Deutsche Arbeiterpartei, die 1994 bzw. 1995 als verfassungsfeindlich verboten wurden.

## Leben
Norbert Weidner wurde 1972 geboren. Er stammt aus gutbürgerlichen Verhältnissen. Im Alter von 15 Jahren war Weidner Mitglied der Wiking-Jugend, die 1994 verboten wurde. Als Schüler schloss er sich der neonazistischen Skinheadszene an und brach seine Ausbildung kurz vor dem Abitur aufgrund zunehmender Aktivitäten in der Szene ab. Später war er Mitglied der Freiheitlichen Deutschen Arbeiterpartei (FAP), die 1995 verboten wurde. Er avancierte zuvor zu deren Kreisvorsitzenden in Bonn und übte zuletzt das Amt des FAP-Landesgeschäftsführers in Nordrhein-Westfalen aus. In dieser Zeit unterhielt er unter anderem sehr enge Kontakte zum Neonazi Gary Lauck. Weidner wurde insgesamt drei Mal wegen gefährlicher Körperverletzung in mehreren Fällen verurteilt, zuletzt zu einer Freiheitsstrafe von zwei Jahren auf Bewährung.
Zu den Ausschreitungen in Rostock-Lichtenhagen reiste Weidner 1992 aus Bonn an, um Interviews zu geben. Er schloss sich der Initiative Gesamtdeutschland an und arbeitete 1993 eng mit dem Neonazi Christian Worch zusammen. Weidner gilt als einer der Initiatoren der Anti-Antifa und gab in einem Interview an, an der Erstellung der bundesweit in die Schlagzeilen geratenen Anti-Antifa-Broschüre „Der Einblick“ beteiligt gewesen zu sein. Diese Publikation sollte der „Ausschaltung aller destruktiven, antideutschen und antinationalistischen Kräfte in Deutschland“ dienen, indem sie über Anschriften und Treffpunkte von linken Aktivisten, Journalisten, Gewerkschaftern, Grünen- oder SPD-Politikern informierte. Ferner wurde Weidner als Organisator von überregionalen Neonaziaufmärschen bekannt. Er stieg rasch zu den „führenden Köpfen“ der neonazistischen Szene auf. So war er in den 1990ern als Angehöriger des Vorstandes führend in der 2011 verbotenen neonazistischen Hilfsorganisation für nationale politische Gefangene und deren Angehörige tätig.
Eine Tätigkeit Weidners als V-Mann ist umstritten. In einem Verfahren gegen Gary Lauck äußerte Weidners Vater, dass er sich über die gute Information seines Sohnes über polizeiliche und justizielle Maßnahmen gewundert habe. Über eine Durchsuchung anlässlich des FAP-Verbots habe er frühzeitig Bescheid gewusst und vorher zwei Säcke mit Unterlagen vernichtet.
Weidner wandte sich in der Folgezeit von der neonazistischen Szene ab, betonte aber, dass er nicht aussteige, sondern sich zurückziehe. Er wolle sich damit von Aussteigern abgrenzen, „die andere an Antifa, Verfassungsschutz oder Presse ausgeliefert haben“. Er machte für seinen Rückzug unter anderem seine berufliche Perspektive, eine drohende Haftstrafe und die Identifikation der Szene mit dumpfen Schlägern geltend. Ideologisch grenzte sich Weidner nur punktuell von der Szene ab, indem er beispielsweise ethnopluralistische statt offen rassistische Positionen vertrat.
Von September 1992 bis September 1996 absolvierte Weidner eine Lehre als Industriemechaniker in der Magnetfabrik Bonn. Er war dort Mitglied im Betriebsrat. Ab 1999 studierte er an der Fachhochschule Köln Wirtschaftsrecht, Medienrecht und Medienmarketing, das er als Diplom-Wirtschaftsjurist (FH) beendete. 1999 trat er der Alten Breslauer Burschenschaft der Raczeks zu Bonn (kurz „Raczeks“) bei, der er heute als Vorstandsmitglied angehört. Seine Burschenschaft gehört der Burschenschaftlichen Gemeinschaft an. Aus deren Reihen erfolgten öfter Äußerungen, die den Dachverband Deutsche Burschenschaft (DB) in Verbindung mit dem Rechtsextremismus brachten.
Nach eigenen Angaben trat Weidner 1999 der FDP bei; nach Auskunft der FDP war er jedoch erst seit 2001 Parteimitglied. Von Januar 2000 bis Oktober 2005 arbeitete er als Presseassistent für den Deutschen Tierschutzbund in Bonn. Von 2004 bis Juni 2006 war er „Verbandsobmann für Schulungs-, Publikations- und Netzarbeit“ der DB. Von Juli 2006 bis Juli 2008 war er Pressereferent der DB. Von Juli 2008 bis November 2012 war er Chefredakteur („Schriftleiter“) der Burschenschaftlichen Blätter in Hamburg. Er hatte damit die einzige nicht ehrenamtliche, derzeit mit 23.000 Euro im Jahr bezahlte Stelle inne, die die DB zu vergeben hat. Als Verbandsobmann und Schriftleiter gehörte Weidner als stimmrechtsloses Mitglied dem Verbandsrat der DB an; seit 2009 war er auch verantwortlich für die Anschriftenverwaltung der Zeitung. Er ist zudem Mitglied der Akademischen Burschenschaft Carolina zu Prag in München und in der Vereinigung Alter Burschenschafter (VAB) Hamburg.

## Konflikte mit anderen Burschenschaftern
Im Herbst 2011 veröffentlichte Weidner in der Mitgliedszeitung seiner Burschenschaft, dem „Bundesbrief“ der Raczeks, einen ausführlichen Leserbrief über den evangelischen Theologen Dietrich Bonhoeffer, den die Nationalsozialisten im April 1945 wegen seiner Teilnahme am Widerstand gegen den Nationalsozialismus ermordet hatten. Darin widersprach er einem Bundesbruder der Raczeks, der Bonhoeffer im vorherigen Bundesbrief als Vorbild dargestellt hatte. Bonhoeffer habe zusammen mit der Gruppe um Hans Oster Landesverrat begangen, indem sie „politische und militärische Pläne vor allem den Briten“ übermittelt und so den Tod Tausender deutscher Soldaten im Zweiten Weltkrieg mitverschuldet hätten. Bonhoeffer sei daher „zweifelsfrei ein Landesverräter“ gewesen; er halte seine standrechtliche Verurteilung und Hinrichtung daher „rein juristisch … für gerechtfertigt.“ Denn Bonhoeffer habe nicht sehen wollen, dass es den Alliierten damals nicht um den Sturz Adolf Hitlers, sondern darum gegangen sei, „Deutschland nachhaltig zu schwächen, zu zerschlagen und zu dominieren“. Weidner übernahm damit die Rechtfertigung der NS-Justiz, die die Widerstandskämpfer des Osterkreises auf Befehl Hitlers noch kurz vor Kriegsende ohne Verfahren als Hoch- und Landesverräter hatte hinrichten lassen, und folgte dem ehemaligen NS-Funktionär und Rechtsextremisten Otto Ernst Remer, der Bonhoeffer 1952 ebenfalls als Landesverräter bezeichnet hatte und dafür strafrechtlich belangt worden war.
Am 11. April 2012 wurde Weidners Leserbrief publik und löste heftige Proteste aus. Der Ortsverband Bonn der FDP, in der Weidner seit zehn Jahren passives Mitglied war, plante daraufhin seinen Parteiausschluss. Im August 2012 trat Weidner aus der FDP aus und kam damit einem Parteiausschlussverfahren zuvor.
Die Staatsanwaltschaft Bonn leitete am 20. April 2012 ein Ermittlungsverfahren zum Verdacht der Verunglimpfung des Andenkens Verstorbener gegen Weidner ein. Über 600 Burschenschafter forderten in einer Unterschriftenaktion seine Abwahl als Chefredakteur der Burschenschaftlichen Blätter. Nachdem Weidners Abwahl beim Burschentag im Juni 2012 gescheitert war, traten einige Amtsträger der DB von ihren Ämtern zurück. Ein außerordentlicher Burschentag wurde zum November 2012 einberufen.
Christian J. Becker, wie Weidner Mitglied der Bonner Raczeks, hatte vor diesem Burschentag die Initiative Burschenschafter gegen Neonazis gegründet, die sich für Weidners Abwahl einsetzte. Becker schrieb per E-Mail an die Mitglieder seiner Verbindung, Weidner sei „höchstwahrscheinlich einer der Köpfe der rechtsextremen Bewegung, die aus Burschenschaften, NPD und Kameradschaften besteht“. Weidner klagte im Juni 2012 auf Unterlassung dieser Aussage sowie der weiteren Aussagen Beckers, er habe Computer seiner Gegner gehackt und wolle mit anderen nationalistischen Burschen eine rechtsextreme Studentenpartei gründen. Bei der Verhandlung vor dem Landgericht Bonn am 4. Juli 2012 wurde Weidner von Rechtsanwalt Björn Clemens vertreten. Laut Urteil des Landgerichts Bonn vom 11. Juli 2012 waren Beckers Aussagen als pauschale Werturteile ohne konkrete Aussagen zur Tätigkeit Weidners von der Meinungsfreiheit gedeckt und keine unzulässige Schmähkritik. Nur die Aussage, Weidner habe einen E-Mail-Account gehackt, beurteilte das Gericht als nicht bewiesene Tatsachenbehauptung und verbot deren Wiederholung.
In ihrer Antwort auf eine Kleine Anfrage im Bundestag im Juli 2012 sah die Bundesregierung in Weidners Ansichten über Bonhoeffer einen möglichen Anhaltspunkt für Verfassungsfeindlichkeit, bezweifelte aber, dass die Deutsche Burschenschaft Weidners Ansichten vertrete.
Becker wurde im September 2012 aus der Burschenschaft der Raczeks ausgeschlossen. Beim außerordentlichen Burschentag im November 2012 wurde Weidner vorzeitig abgewählt. Zu seinem Nachfolger wurde Michael Paulwitz gewählt. Das Amtsgericht Bonn verurteilte Weidner aufgrund seiner Äußerungen über Bonhoeffer am 15. Januar 2013 wegen Verunglimpfung des Andenkens Verstorbener zu 40 Tagessätzen à 30 Euro. Nachdem Weidner gegen das Urteil in Berufung gegangen war, wurde es im September 2013 vom Landgericht Bonn bestätigt. Auch in der Revisionsverhandlung vor dem Oberlandesgericht Köln im Februar 2014 wurde das Urteil bestätigt, womit die Verurteilung rechtskräftig geworden ist.